# Roberto Cezar Lima Acunha
Roberto Cezar Lima Acunha (sinh ngày 7 tháng 7 năm 1986) là một cầu thủ bóng đá người Brasil.

## Sự nghiệp câu lạc bộ
Roberto Cezar Lima Acunha đã từng chơi cho Sagan Tosu.

## Thống kê câu lạc bộ

### J.League
| Đội        | Năm       | J.League | J.League | J.League Cup | J.League Cup | Tổng cộng | Tổng cộng |
| Đội        | Năm       | Trận     | Bàn      | Trận         | Bàn          | Trận      | Bàn       |
| ---------- | --------- | -------- | -------- | ------------ | ------------ | --------- | --------- |
| Sagan Tosu | 2005      | 1        | 0        | -            | -            | 1         | 0         |
| Tổng cộng  | Tổng cộng | 1        | 0        | 0            | 0            | 1         | 0         |